# Osterholzen (Egenhofen)
Osterholzen ist ein Ortsteil der oberbayerischen Gemeinde Egenhofen im Landkreis Fürstenfeldbruck.

## Geografie
Die Einöde liegt circa eineinhalb Kilometer östlich von Egenhofen.

## Baudenkmäler
Siehe auch: Liste der Baudenkmäler in Osterholzen
- Kapelle St. Anna

## Bodendenkmäler
Siehe: Liste der Bodendenkmäler in Egenhofen